# JStik
A JStik az aJile Systems beágyazott Java processzorán alapuló mikrovezérlő. Ez egy újszerű megoldás, mivel a processzor a Java bájtkódot használja saját natív, belső gépi nyelveként. A processzor így rendkívül gyorsan képes a Java kódot ill. programokat végrehajtani, miközben könnyedén megtartja a magas szintű nyelven történő programozás előnyeit is, mint amilyen a Java.
A JStik saját meghatározása szerint egy nagyon kompakt, nagy sebességű, alacsony fogyasztású (3,3 V CMOS), natív Java bájtkódot végrehajtó modul egy kisméretű (3 × 2.65 inch, 7,56 × 6,68 cm) Simm30 formájú panelen, integrált ethernet csatlakozással. A panel Java firmware vagy operációs rendszer segítsége nélkül képes a Java programok végrehajtására, mivel a Java bájtkódot a processzor hardverében implementálja, amely maga egy natív Java vezérlő. Ezáltal gyakorlatilag megvalósul az elv, hogy a JStik-alapú eszközök gépi nyelv szintjén programozhatók Java nyelven, és eltűnik a magasrendű nyelvek könnyű használata és az alacsony szintű nyelvek gyorsasága közötti szakadék.

## Fordítás
Ez a szócikk részben vagy egészben  a   JStik című angol Wikipédia-szócikk ezen változatának fordításán alapul.  Az eredeti cikk szerkesztőit annak laptörténete sorolja fel. Ez a jelzés csupán a megfogalmazás eredetét és a szerzői jogokat jelzi, nem szolgál a cikkben szereplő információk forrásmegjelöléseként.